# Брандвейн, Нафтуле
Нафтуле «Нифти» Брандвейн (англ. Naftule "Nifty" Brandwein или Brandwine; 1884 ― 1963) ― еврейский кларнетист, одна из наиболее влиятельных фигур в истории клезмерской музыки.

## Биография
Брандвейн родился в уездном городе Перемышляны в Галиции (ныне Львовская область Украины). Его отец, Пейсех, играл на скрипке и выступал на свадьбах. В семье было четырнадцать детей, и почти все они стали музыкантами, нередкими были совместные выступления семейного ансамбля. Первым учителем Брандвейна стал его старший брат Азриэл, игравший на корнете.
В 1908 году Брандвейн эмигрировал в США, где вскоре стал очень популярен, сделав множество записей на грампластинки и объявив себя «Королём клезмера». Некоторое время он играл в оркестре Эйба Шварца, но в 1923 году покинул его и организовал собственный оркестр. Наиболее активный период в карьере Брандвейна ― середина 1920-х годов, после чего интерес к его творчеству пошёл на убыль. В 1941 Брандвейн сделал свою последнюю запись, сведения о его последующей жизни очень скудны. Известно, что он жил и выступал в «Борщевом поясе» ― сети отелей в Катскилльских горах.
В 1997 году записи Брандвейна были выпущены на диске.
Племянник — пианист клезмерского направления Леопольд Козловский (1918—2019).